# Серекунда
Серекунда — найбільше місто та ділова столиця держави Гамбія, що лежить на північний захід від столиці держави, Банжул. Знаходиться недалеко від узбережжя Атлантичного океану, за декілька кілометрів від прибережних курортів. Населення на 2006 рік становило 335 733 особи, останнім часом — у районі 337 тисяч. Назва означає «будинок родини Сере». До складу Серекунди входять 9 сіл, які злилися з плином часу в одне ціле.